# Diario Uno (Perú)
Diario UNO es un periódico peruano de circulación nacional, editado en Lima. Fue fundado, con su anterior nombre, el 1 de julio de 2007. Desde esa fecha, viene siendo un medio de comunicación alternativo, no alineado a la concentración de medios.
El diario se define de izquierda. Se caracteriza por su antifujimorismo y antiaprismo. También es una plataforma de oposición a los gobiernos neoliberales y a los que denomina “caviares”.

## Historia
Creado en 2007, tuvo como primer director a César Lévano, quien venía dirigiendo el diario La Primera desde julio de ese año. Luego de algunos inconvenientes legales respecto a la marca de dicho diario, continúa el proyecto de un diario contestatario con Diario UNO, desde su creación hasta fines de agosto de 2018, cuando renuncia para fundar su propio periódico, llamado El Perfil.
Diario UNO es propiedad del empresario Martín Belaunde Lossio y de su padre, Arturo Belaunde Guzmán.
Entre las destacadas personalidades que han escrito en Diario UNO, figuran: César Lévano (exdirector), Raúl Wiener (periodista de investigación), Carlos Tapia (ingeniero agrónomo y exdiputado por Izquierda Unida), Eloy Jáuregui (poeta y escritor), Félix Jiménez (economista), Héctor Béjar (catedrático universitario y excanciller del Perú), Guillermo Giacosa (comunicador social), Vladimir Cerrón (político socialista), Ivlev Moscoso (periodista deportivo), entre otros.

### SuplementoLa Última
Diario UNO cuenta con un suplemento de Cultura y Entretenimiento, «La Última», dirigido por Jaime Asián Domínguez, el cual cubre información sobre literatura, pintura, cine y crítica en general. 

## Postura editorial
La línea editorial del periódico es de izquierda. En su momento respaldó a la candidata del progresismo Verónika Mendoza (Frente Amplio) en las elecciones generales del 2016 y en la primera vuelta de las elecciones generales de 2021, cuando la señalada política formó parte de Juntos por el Perú. Posteriormente, en segunda vuelta, mostró su respaldo al maestro y sindicalista, Pedro Castillo (Perú Libre), quien ganó esos comicios en Perú, siendo el primer gobierno popular en el país latinoamericano.
Además, el periódico participó activamente informando sobre las diversas marchas que el colectivo social No a Keiko realizó durante el 5 de abril y el 31 de mayo del 2016.
Desde enero de 2024 y tras haber sido editor digital del medio desde el 2020, Ricardo Milla Toro, filósofo, profesor universitario y militante de Perú Libre, asume la dirección de Diario UNO.
En marzo de 2025, los periodistas Marco Sifuentes y Gustavo Gorriti acusaron que el diario se habría influenciado de las ideas del líder político Vladimir Cerrón. Las acusaciones de ambos periodistas aparecieron días después de una investigación de Diario UNO, aparecida también en diario Expreso y el portal LimaGris, en la que se denunciaba el vínculo entre Gorriti, su hija y un supuesto traficante de armas israelí, Leo Gleser. El 13 de marzo de 2025, en Diario UNO, Gino Román denunció la presunta relación de la hija de Gorriti, Edith, con la empresa israelí International Security and Defense Systems (ISDS) de Leonardo Gleser, acusado de ser un traficante de armas. Según documentos de Wikileaks recopilados por Román, la ISDS mandó un correo a los representantes de su empresa, entre ellos Edith, como parte de la coordinación con The Hacking Team, una empresa española proveedora de software espía; siendo Edith jefa de proyectos entre los años 2010 y 2015. En su informe, Román detalló que la ISDS mantuvo contratos con el Perú, siendo gestionados por ministros del interior relacionados con IDL, a la que Gorriti es parte, tales como Gino Costa y Carlos Basombrío. Tras la denuncia, la congresista María Agüero, de Perú Libre, solicitó información sobre la referida empresa a los ministerios del interior y de defensa así como a la Contraloría General de la República.
En el mismo mes, el excolumnista del diario, el politólogo judío Isaac Bigio, afirmó que la postura editorial se había alejado de sus orígenes progresistas. Bigio justificó que «casi todas sus portadas están dedicadas a atacar a distintos jueces, fiscales y personalidades "caviares", a quienes Vladimir Cerrón quisiera desacreditar».
Las acusaciones del cambio de editorial ocurrieron luego de una investigación periodística de Cuarto poder, en la que el fundador Belaunde Lossio habría coincidido con el hermano de la presidenta Dina Boluarte, Nicanor Boluarte, en las instalaciones de una ONG, pero el fundador negó que existieran tales vínculos.Una investigación del periodista Luis Ángel Villanueva señaló que dicho reportaje se hizo en coordinación con la DIVIAC de Harvey Colchado.

## Secciones
- Editorial
- Pataditas
- Política
- Actualidad
- Economía
- Especial
- La Última
- Cultural
- Deportes
- Colaboradores